# Agnieszka Dulęba-Kasza
Agnieszka Dulęba-Kasza (ur. 4 lipca 1978 w Łodzi) – polska aktorka teatralna, filmowa i telewizyjna.

## Życiorys
W 2002 ukończyła studia na wydziale aktorskim PWSFTviT w Łodzi. 26 stycznia 2002 miał miejsce jej debiut teatralny (w roli Audrey w Pół żartem, pół sercem Kena Ludwiga w reż. Piotra Szczerskiego na scenie Teatru im. Stefana Żeromskiego w Kielcach). Od 2007 jest aktorką Teatru im. Wojciecha Bogusławskiego w Kaliszu.

## Filmografia
- 2021: Biały potok jako Kasia
- 2020: Żywioły Saszy jako sprzedawczyni (odc. 3)
- 2020: O mnie się nie martw jako Kinga (odc. 162, 163)
- 2019: Ojciec Mateusz jako właścicielka pensjonatu (odc. 273)
- 2019: Ultraviolet jako żona Tomka (odc. 20, 22)
- 2018: Kruk. Szepty słychać po zmroku jako lekarka (odc. 3)
- 2018: Na dobre i na złe jako matka Jagody (odc. 723)
- 2018: Ślad jako Marzena Szymańska, żona Wojciecha (odc. 12)
- 2016: Singielka jako Dominika, instruktorka w szkole rodzenia (odc. 160, 172)
- 2014: Lekarze nocą jako pacjentka z PSAS (odc. 7)
- 2014: Pierwsza miłość jako Zuzanna Miśkiewicz, żona doktora Leszka
- 2013: Na Wspólnej jako Helena
- 2013: Dzieciaki jako Basia
- 2013: Komisarz Alex jako Andżelika Pigoń (odc. 47)
- 2012: Prawo Agaty jako Ania Sokalska, żona Pawła (odc. 10)
- 2012: Ja to mam szczęście! jako Aldona (odc. 17)
- 2012: Barwy szczęścia jako sąsiadka Sobisiaka (odc. 592)
- 2011: Unia serc jako urzędniczka (odc. 1)
- 2010: Non sono pronto jako Agnieszka
- 2009: Naznaczony jako Lidka, przyjaciółka Kasi (odc. 3)
- 2009: Na dobre i na złe jako Iza, żona Radka (odc. 393)
- 2007: Braciszek jako posługaczka Maria
- 2007: Ja wam pokażę! jako redaktorka
- 2007: Pitbull jako prostytutka Fogiela (odc. 9)
- 2006: U fryzjera jako klientka (odc. 7)
- 2006: Egzamin z życia jako Majka, przyjaciółka Julii Choroszyńskiej (odc. 33)
- 2005: Plebania jako prostytutka Jowita
- 2004–2005: Czego się boją faceci, czyli seks w mniejszym mieście jako Zuza, asystentka w firmie Gustawa
- 2004: Kryminalni jako studentka, utrzymanka Gancarza (odc. 2)
- 2004: Pensjonat pod Różą jako Joanna Sowińska, asystentka i kochanka posła Smolenia (odc. 9)
- 2004: W matni
- 2004: Oficer jako żona Nowaka (odc. 5 i 6)
- 2003: Defekt jako klientka zakładu kosmetycznego
- 2003: Klan jako Jagoda, sekretarka prezesa „Zoom Eye”
- 2002–2008: Samo życie jako Patrycja Głowacka
- 2002: Superprodukcja jako pielęgniarka
- 2002: To nie ja (Non sono io) jako Ewa
- 2001: Cisza jako technomanka
- 2001: Miodowe lata jako aspirantka Dzielska (odc. 82)
- 2000: Adam i Ewa jako pracownica lotniska Okęcie

## Nagrody
- 2003: Nagroda redakcji kieleckiego Słowa Ludu za interesujący debiut na scenie Teatru im. Żeromskiego w Kielcach w dorocznym plebiscycie „Dzikiej Róży”.
- 2025 Nagroda Filmowa Marszałka Województwa Kujawsko-Pomorskiego im. Poli Negri[1]